# Hory (Valašská Bystřice)
Osada Hory, zmiňovaná také pod názvem Na Horách, je část obce Valašská Bystřice, nacházející se přibližně 2,5 km od centra obce v severozápadní části jejího území.

## Geografie
Hory se nachází v nadmořské výšce zhruba 540 m. Nejvyššími vrcholy této části jsou Boňkov (544 m), Těnkovec (556 m) a Spina (560 m). Na Horách pramení několik malých nedůležitých potůčků, které nemají své specifické názvy a tato soustava vodních toků je místními nazývána jako Potoky.
Hory hraničí s obcí Vidče – z 93 % leží v katastrálním území Valašská Bystřice, zbylých 7 % náleží ke k. ú. obce Vidče. V minulosti několikrát náležely celé obci Vidče, od 1. ledna 1954 byly Hory i s Videčskými Pasekami přičleněny k Valašské Bystřici.

## Obyvatelé
Hory patří jak do rozlohy, tak do počtu obyvatel mezi největší části Valašské Bystřice. V roce 2012 zde žilo (vč. videčské strany) 123 obyvatel v celkem 76 trvale osídlených domech, nepočítaje místní chataře.
Hory se dělí na tyto části:
- Boňkov
- Dražiska
- Křižnice
- Kyselky
- Potoky
- Spina
- Videčské Paseky

## Doprava
V roce 1978 byla na Hory zavedena pravidelná autobusová doprava ČSAD Ostrava (od roku 2021 dopravci Transdev Morava a TQM) .
Nachází se zde 3 autobusové zastávky:
- Křižnice (dříve Rozcestí na Hory)
- Na Horách
- Spina (známá také jako Hory, točna či Hory, konečná)

Křižnice leží na začátku Hor, takže zde staví všechny linky mířící do centra Valašské Bystřice, kdežto zastávky Na Horách a Spina spojují s centrem obce a s Rožnovem pouze dva autobusy denně.

## Galerie

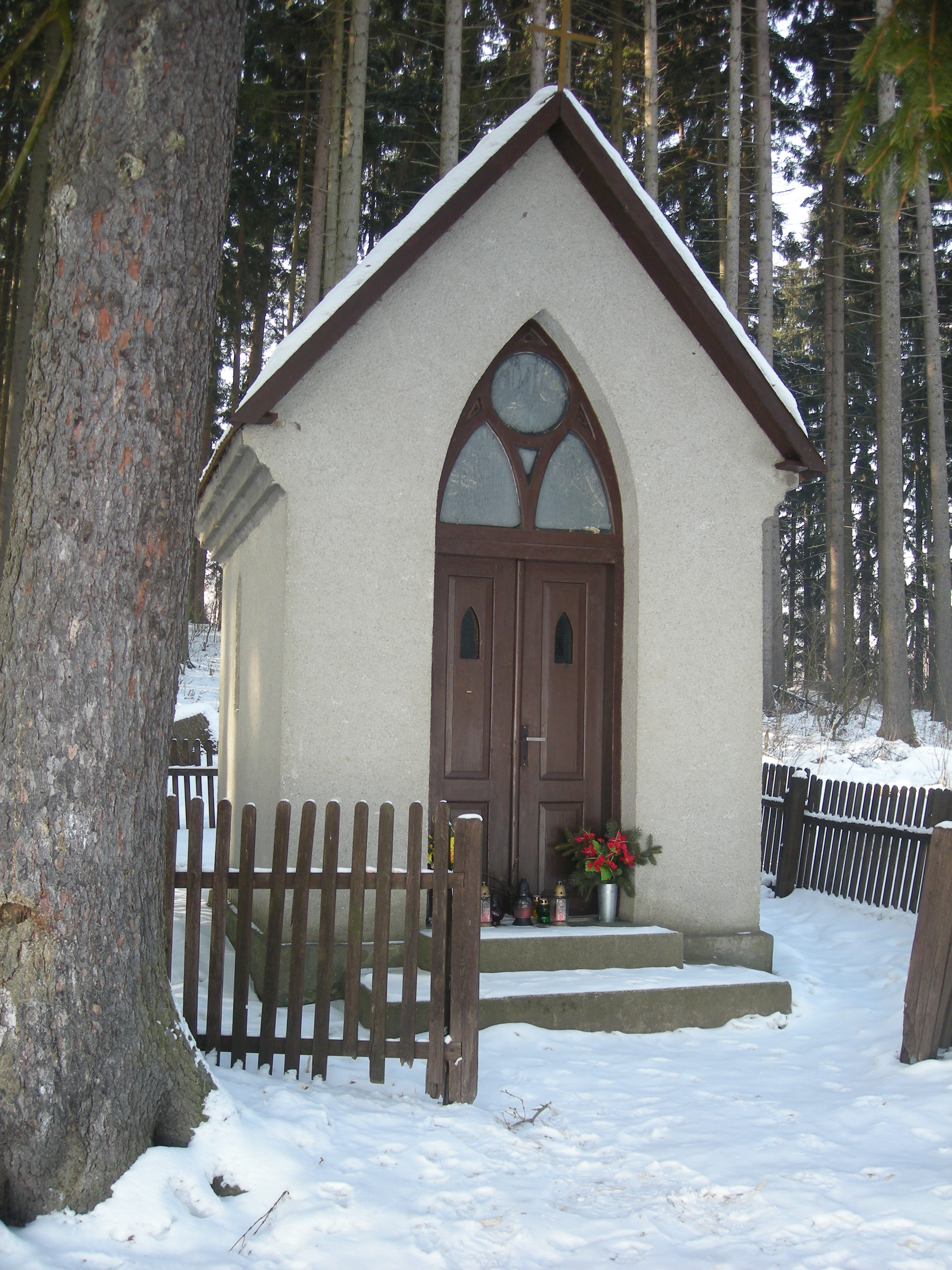
Kaplička pod Spinou
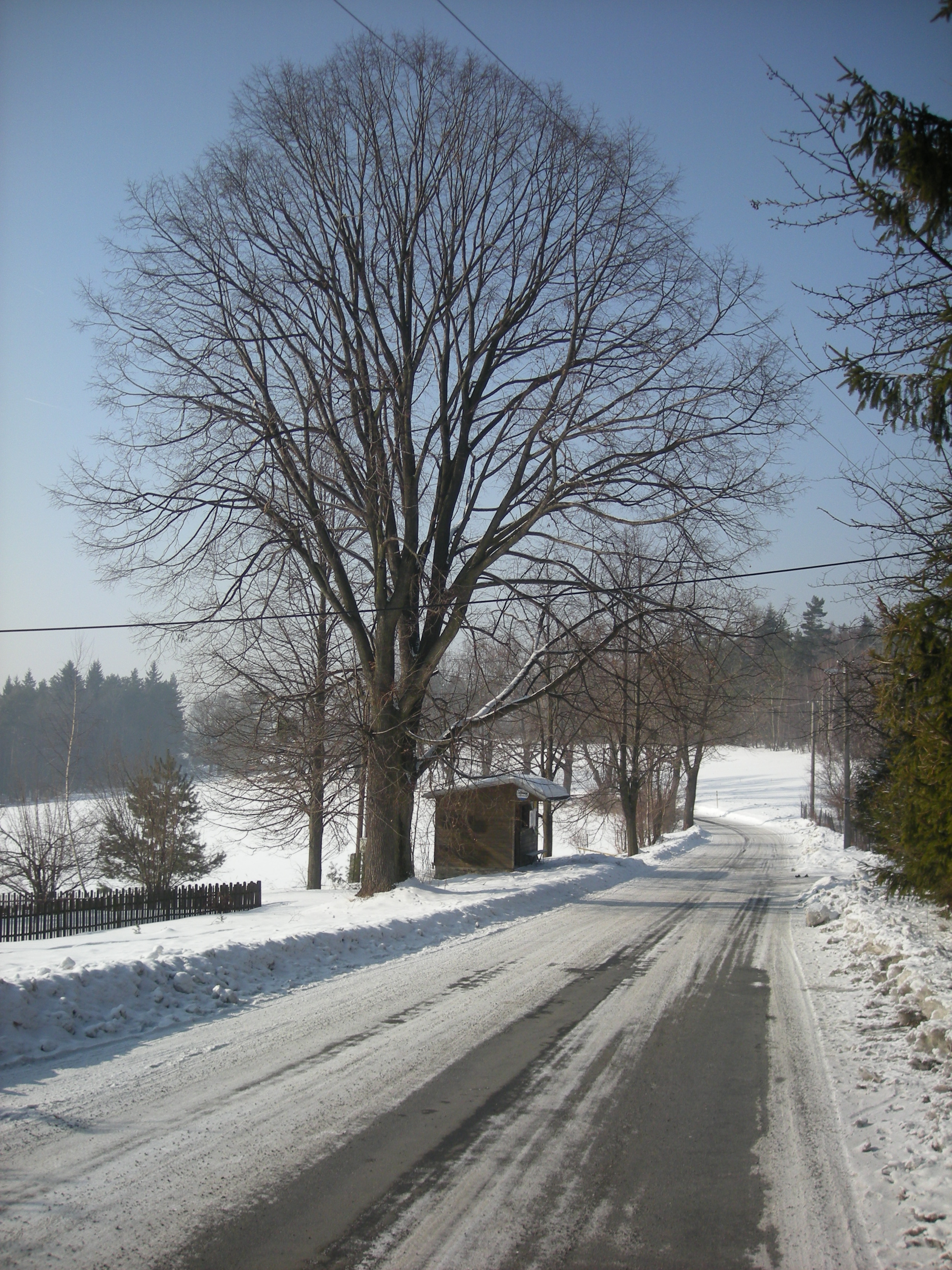
Autobusová zastávka Na Horách
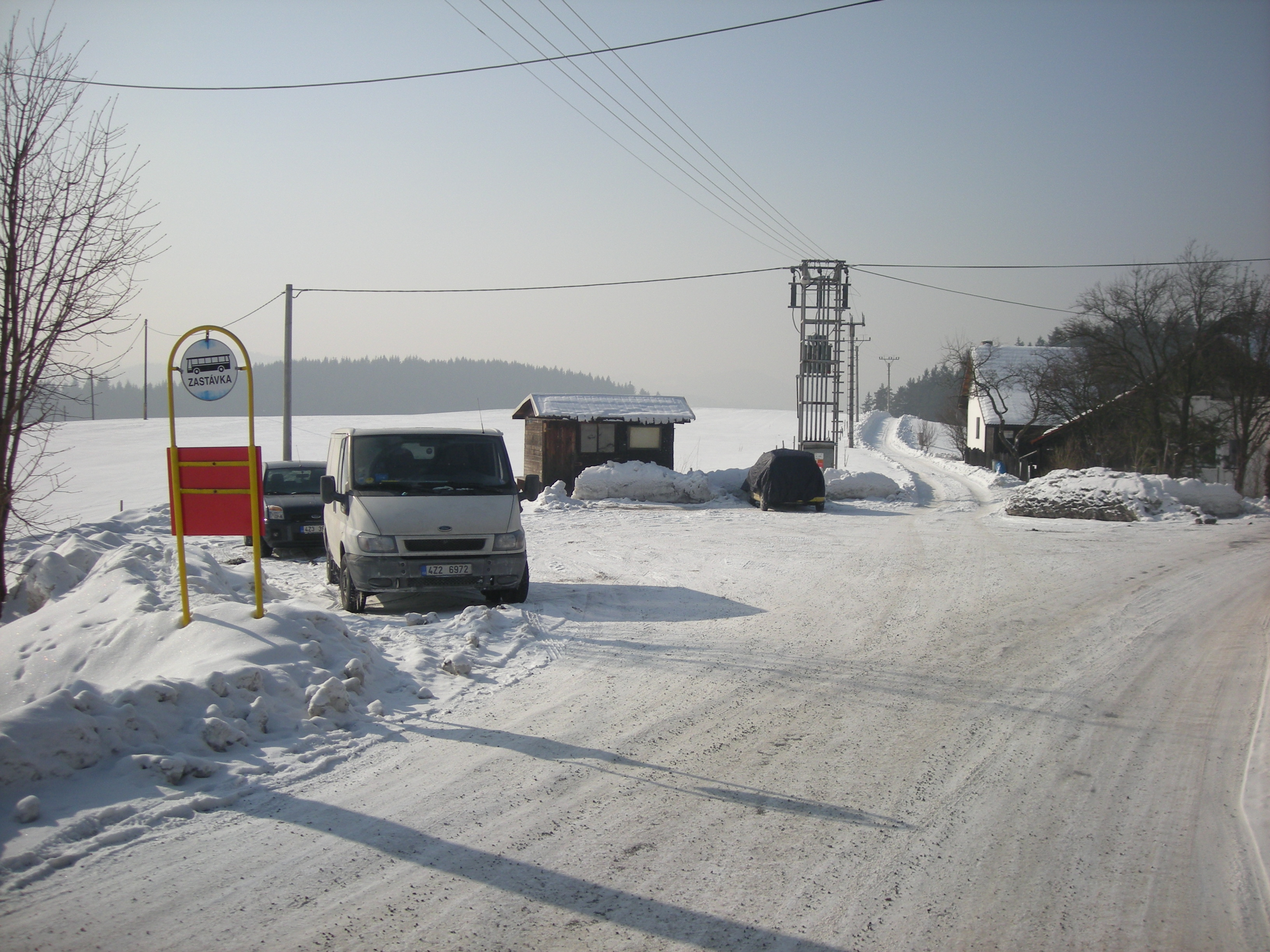
Autobusová zastávka Spina